# Roncus stussineri
Roncus stussineri är en spindeldjursart som först beskrevs av Simon 1881.  Roncus stussineri ingår i släktet Roncus och familjen helplåtklokrypare. Inga underarter finns listade i Catalogue of Life.